# 宋端石三祝硯
端石三祝硯是宋代的硯，屬於玉石器，以玉石珠寶制作。端石硯的特徵，深灰色，長方形抄手式。硯周三邊起邊框，上飾連續回紋，硯堂平而略凹，向硯首斜下為池，中浮雕波濤地回首龍一隻。硯背有三顆依天然石眼雕刻飾水雲小柱，因而名之三祝。硯首側壁有乾隆題詩文及印，貯於刻有相同御製詩黑漆嵌盒。